# ポルターガイスト (1982年の映画)
『ポルターガイスト』（原題: Poltergeist）は、1982年のアメリカ映画。ある平凡な一家を襲う怪奇現象を描いたSFXホラームービー。

## 概要
スティーヴン・スピルバーグが製作したホラーシリーズの第1作。本作の制作期間が『E.T.』の公開と重なり多忙を極めたスピルバーグは、監督をトビー・フーパーに任せ、自身は製作に回った。監督の重複契約が禁止されているためでもある。
1986年に第2作『ポルターガイスト2』、1988年に第3作『ポルターガイスト3 / 少女の霊に捧ぐ…』が公開された。全作品がメトロ・ゴールドウィン・メイヤー製作だが、第1作のみ版権がターナー・エンターテインメントに移され、第2作以降は版権分割後の製作なのでMGMに残された。また、本作はスピルバーグがMGMで仕事をした唯一の作品でもある。
2015年にリメイクされた。

## ストーリー
不動産会社に勤めるスティーヴと妻のダイアン、長女のダナ、長男のロビー、次女のキャロル・アンのフリーリング一家は、新興住宅地のクエスタベルデに越してきて暮らしている。
ある夜、次女のキャロル・アンがベッドから起き出し、放送が終了したテレビの前で何者かと話している様子を見せる。翌晩またもキャロル・アンが起き出し、放送が終了したテレビの前にいると、テレビ画面から霊魂のようなものが飛び出し家を大きく揺らす。驚いて飛び起きる家族にキャロル・アンは「あの人たちよ」と言う。
翌日フリーリング家では、台所のスプーンがねじ曲がっていたり、イスが勝手に動いたりするなどという奇妙な現象が発生する。そしてその嵐の晩、庭の大木が2階の窓ガラスを突き破って部屋へ侵入。就寝中のロビーを外へ連れ去ってしまう。スティーヴが何とか救出して家の中へ戻って来るが、ロビーと同じ部屋で寝ていたキャロル・アンの姿が見えない。キャロル・アンは騒動の中、クローゼットに吸い込まれてどこか別世界へ消えていたのだ。
スティーヴとダイアンは娘を救出するため、超心理学を研究するレシュ博士らを家に招く。すると、天井から古いアクセサリーや時計が落ちてくる。フリーリング家で次々に起こる超常現象はさらに進んで混迷を極めており、とてもレシュたちの手には負えない。そこでレシュは、これまでに何軒もの家を清めたという霊媒師のタンジーナに助けを求める。一方でスティーヴは、心配して様子を見に来た社長からクエスタベルデ一帯が墓地を移転してつくられた住宅地であることを知らされる。
タンジーナは「今のキャロル・アンは霊界での生命ある存在であり、安らかに眠れない霊たちはそんな彼女に夢中で、本来の救いである光から気を逸らされている。あの子に誘導するように母親から言うのです。もう1つ、恐ろしい霊がおり、それがキャロル・アンを光へ行かせないようにしている。キャロル・アンには子供に見えるが、私たちにとっては魔物です」と語る。
キャロル・アンを救い、霊を静めるため、彼女に光へ走るように言う。タンジーナが子供部屋へ入ると、霊界の扉が開いており、1階天井と繋がっていた。テニスボールを投げ入れると、天井から落ちてきたことを確認した後、ダイアンはロープを体に結び、霊界へ入った。タンジーナは霊を静めるためにスティーヴにも光へ入るように言うが、スティーヴは2人のことが心配でたまらず、ロープを強く引っ張ってしまう。
すると、骸骨の魔物が目の前に現れ、スティーヴはロープを放してしまう。すると、天井からキャロル・アンとダイアンが霊界から戻って来た。2人が息を吹き返したことを確認したタンジーナは「この家は清められました」と宣言する。
翌朝、一家は引っ越しの準備をする。スティーヴは会社を辞め、片付けをするために外出。その夜、再び霊界の扉が開き、ロビーとキャロル・アンを飲み込もうとする。それに気付いたダイアンは謎の力に阻まれ、子供部屋へたどり着けない。ダイアンは近所へ助けを求めるが、その際に増設工事中のプールへ転落してしまう。すると白骨化した亡骸が次々と浮かび上がる。さらに棺桶が次々と地面を突き破って現れる。ダイアンは謎の力に抗いながら子供たちを救出する。
一方、スティーヴは社長と共に家へ戻ってきた。家の惨状を目の当たりにしたスティーヴは「墓石だけ移動させて、遺体を放置したな!」と詰め寄る。崩壊する家から逃げ出した3人と、ちょうど家へ戻ってきたダナを車に乗せ、町を出る。すると、家は異世界へ吸い込まれて跡形もなく姿を消したのだった。

## スタッフ
- 監督 - トビー・フーパー
- 製作 - スティーヴン・スピルバーグ / フランク・マーシャル
- 脚本 - スティーヴン・スピルバーグ / マイケル・グレイス / マーク・ヴィクター
- 音楽 - ジェリー・ゴールドスミス
- 撮影 - マシュー・レオネッティ
- 編集 - マイケル・カーン
- SFX - リチャード・エドランド / ILM

## キャスト
- スティーヴ・フリーリング - クレイグ・T・ネルソン
- ダイアン・フリーリング、スティーヴの妻 - ジョベス・ウィリアムズ
- ダナ・フリーリング、フリーリング家の長女 - ドミニク・ダン
- ロビー・フリーリング、フリーリング家の長男 - オリヴァー・ロビンス
- キャロル・アン・フリーリング、フリーリング家の末娘 - ヘザー・オルーク
- レシュ博士 - ビアトリス・ストレイト
- タンジーナ - ゼルダ・ルビンスタイン
- ライアン - リチャード・ローソン
- Mr.ティーグ - ジェームズ・カレン
- ベン・タットヒル - マイケル・マクマナス
- タットヒル夫人 - ヴァージニア・カイザー

## その他
- 本作は『スター・ウォーズ』を始め4度のアカデミー賞に輝く特撮スタッフR・エドランドと彼の率いるILMがSFX映像を手掛けており、作中では『スター・ウォーズ』のグッズが数多く登場する。
- 本作は『E.T.』と同時期に制作が進められ、最終的には『E.T.』の倍以上の費用がかけられたという。
- その後 2本の続編が作られたが、出演者の怪死（恋人による殺害、原因不明の病による死など、ほとんどが若年層で最年少は12歳）が相次ぐという不幸が話題となった。
- 2015年には、サム・ライミが制作に携わったリメイク版が制作されたが、日本では劇場公開されずビデオスルーされた。

## 日本語吹替
| 役名                         | 俳優                   | 日本語吹替   | 日本語吹替 | 日本語吹替   |
| 役名                         | 俳優                   | フジテレビ版 | TBS版      | テレビ朝日版 |
| ---------------------------- | ---------------------- | ------------ | ---------- | ------------ |
| スティーヴ・フリーリング     | クレイグ・T・ネルソン  | 近藤洋介     | 堀勝之祐   | 原康義       |
| ダイアン・フリーリング       | ジョベス・ウィリアムズ | 北島マヤ     | 駒塚由衣   | 勝生真沙子   |
| キャロル・アン・フリーリング | ヘザー・オルーク       | 島本須美     | 川田妙子   | 笠原留美     |
| ダナ・フリーリング           | ドミニク・ダン         | 鶴ひろみ     | 岡村明美   | 坂本真綾     |
| レシュ博士                   | ビアトリス・ストレイト | 水城蘭子     | 京田尚子   | 藤波京子     |
| タンジーナ                   | ゼルダ・ルビンスタイン | 堀絢子       | 高村章子   | 高村章子     |
| ロビー・フリーリング         | オリヴァー・ロビンズ   | 清水マリ     | 小桜エツコ | 林勇         |
| ベン・タットヒル             | マイケル・マクマナス   | 大滝進矢     | 郷里大輔   |              |
| タットヒル夫人               | ヴァージニア・カイザー | 川島千代子   | 瀬畑奈津子 |              |
| マーティ                     | マーティ・カセロ       | 田中秀幸     | 江原正士   |              |
| ライアン                     | リチャード・ローソン   | 屋良有作     | 堀之紀     | 辻親八       |
| Mr.ティーグ                  | ジェームズ・カレン     | 蟹江栄司     | 小林修     | 糸博         |
| ジェフ・ショウ               | ダーク・ブロッカー     |              | 郷里大輔   |              |
| ヘレン                       | ヘレン・バロン         | 山口奈々     | 瀬畑奈津子 |              |
| ノエル                       | ノエル・コンロン       | 西村知道     | 小野健一   |              |

- フジテレビ版吹替 - 初回放送1985年4月13日 『ゴールデン洋画劇場』※TV初放送

演出 - 岡本知、翻訳 - 鈴木導、制作 - グロービジョン
- TBS版吹替 - 初回放送1993年8月11日 『水曜ロードショー』

演出：壺井正、翻訳：中島多恵子、調整：高橋久義、効果：VOX、スタジオ：グロービジョン、制作：東京放送、グロービジョン
その他声の出演 - 渡部直美
- テレビ朝日版吹替 - 初回放送1996年3月17日 『日曜洋画劇場』※BD&特別版DVDに収録

演出 - 蕨南勝之、翻訳 - 武満眞樹、調整 - 山田太平、効果 - リレーション、制作 - ムービーテレビジョン
その他声の出演 - 神谷和夫、中博史、小野英昭、寺内よりえ

## 賞歴
- 1982年度第10回サターンホラー映画賞受賞